# تپه گورستان دالاب
تپه قبرستان دالاب مربوط به عصر برنز است و در شهرستان کوهدشت، بخش مرکزی، روستای دالاب بالا واقع شده و این اثر در تاریخ ۱۷ اسفند ۱۳۸۱ با شمارهٔ ثبت ۷۹۶۴ به‌عنوان یکی از آثار ملی ایران به ثبت رسیده است.